# 都城镇

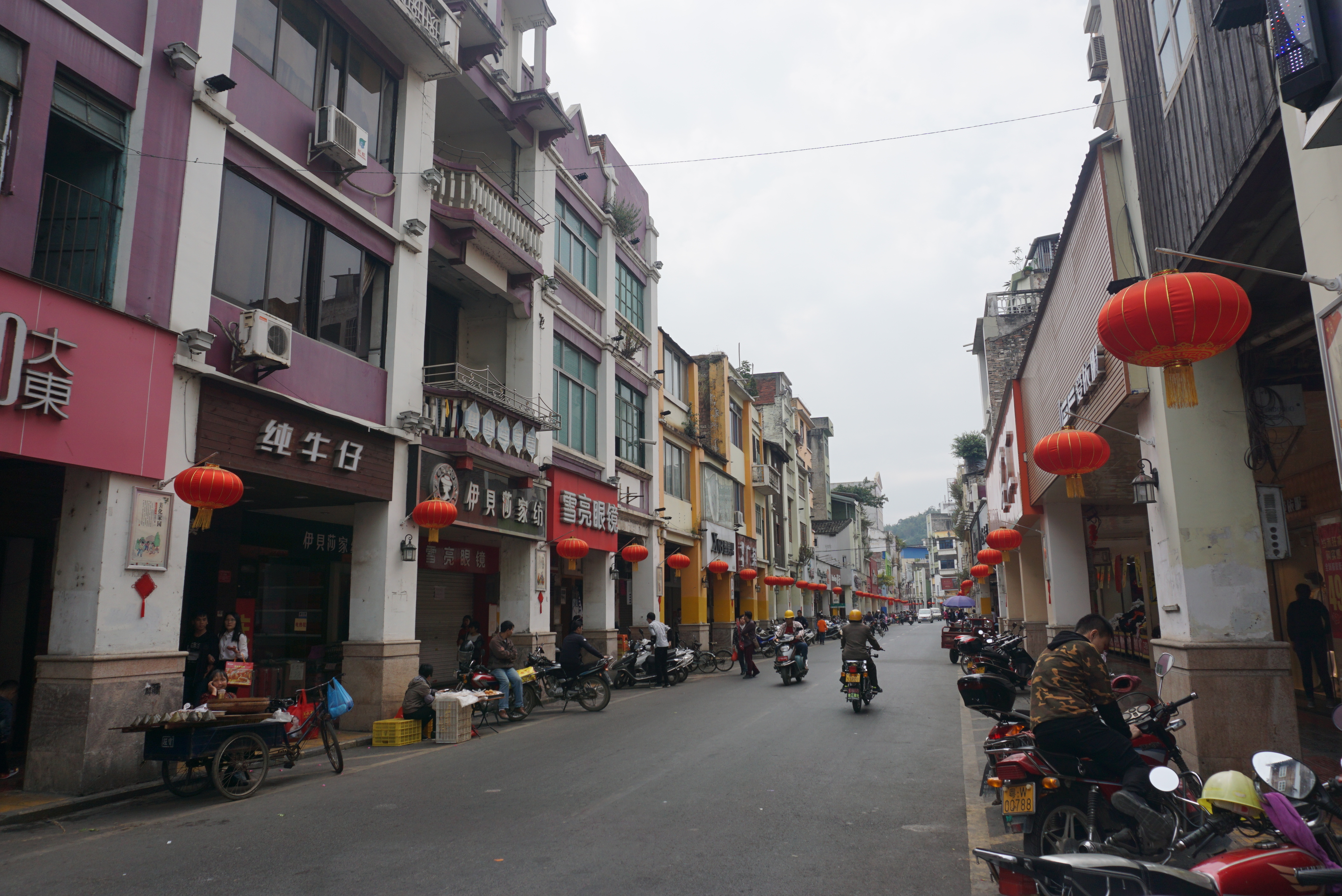
都城镇中山路的骑楼

都城镇，是中华人民共和国广东省云浮市郁南县下辖的一个乡镇级行政单位。该镇位于郁南县西北部，系县政府所在地（即县城），东面与肇庆市封开县隔西江对望，有G80广昆高速穿过。全镇总面积92.6平方千米。

## 行政区划
都城镇下辖以下地区：
城东社区、城北社区、城西社区、中山社区、城南社区、银盘村、榄塘村、承平村、五龙村、白木村、富窝村、水塘村、古丰村、夏袭村、新城村和新建村。